# Marchese di Vigevano
Il titolo di Marchese di Vigevano è stato un titolo nobiliare milanese che venne concesso da Luigi XII di Francia a Giangiacomo Trivulzio, un condottiero e mecenate milanese, discendente dell'omonima casata milanese, nel 1499. 
Il marchesato era costituito da tutti i possedimenti diretti che il precedente duca Ludovico il Moro aveva nella Lomellina e nel Novarese, tutti un tempo appartenuti alla di lui consorte Beatrice d'Este, che furono acquistati da Gian Giacomo Trivulzio in seguito alla sconfitta del Moro, dietro pagamento della somma di 150 mila scudi d'oro al sovrano.
Dopo la morte di Gian Giacomo, il titolo è stato consegnato al nipote Gian Francesco Trivulzio, essendogli il figlio Gian Niccolò premorto.

## Marchesi di Vigevano (1499)
Famiglia Trivulzio:
- Gian Giacomo (1440-1518), I marchese di Vigevano
  - Gian Niccolò (1479-1512), premorto al padre
- Gian Francesco (1509-1573), II marchese di Vigevano
  - Gian Giacomo (m. 1567), premorto al padre

Estinzione del ramo